# Moscheea Sultanului Salahuddin Abdul Aziz
Moscheea Sultanului Salahuddin Abdul Aziz sau Masjid Sultan Salahuddin Abdul Aziz este o moschee din orașul Shah Alam, Malaezia. Cunoscută ca și Moscheea Albastră, aceasta este cea mai mare moschee din Malaezia și a doua cea mai mare moschee din Asia de Sud-Est, după Moscheea Istiqlal din Jakarta, Indonezia.

## Istorie și arhitectură
Construcția moscheii a început în anul 1982 din ordinul sultanului Salahuddin Abdul Aziz, imediat după ce a stabilit orașul Shah Alam ca nouă capitală a statului malaezian Selangor, la data de 14 februarie 1974. Locașul a fost inaugurat pe 11 martie 1988. Moscheea Sultanului Salahuddin Abdul Aziz mai este cunoscută și sub denumirea de Moscheea Albastră din Shah Alam, datorită decorațiunilor și mai ales domului său albastru. Pe lângă faptul că este cea mai mare moschee din Malaezia, moscheea mai deține încă trei recorduri: este a doua cea mai mare moschee din Asia de Sud-Est, după Moscheea Istiqlal din Jakarta, Indonezia, deține cel mai mare dom religios din întreaga lume, având un diametru de 51,2 metri și o înălțime de 106,7 metri, iar minaretele sale sunt pe locul doi ca înălțime în lume (142 de metri), după Moscheea lui Hassan al II-lea din Casablanca, Maroc (210 metri).
Design-ul arhitectural al locașului este o combinație unică între stilul islamic malaezian și cel modernist. Domul este construit în mare parte din aluminiu acoperit cu panouri de sticlă de culoare albastră ce permite o bună luminozitate. Sala de rugăciune este una dintre cele mai mari din lume și poate găzdui aproximativ 24.000 de persoane. Caligrafiile coranice din interior au fost executate de șeicul și caligraful egiptean Abdel Moneim Mohamed Ali El Sharkawi. Conține de asemenea un complex cu galerii, săli de conferință, birouri administrative, biblioteci și săli de curs. Tot în acest complex există un parc de 14 hectare, amenajat conform descrierilor Paradisului din Coran.

## Galerie de imagini

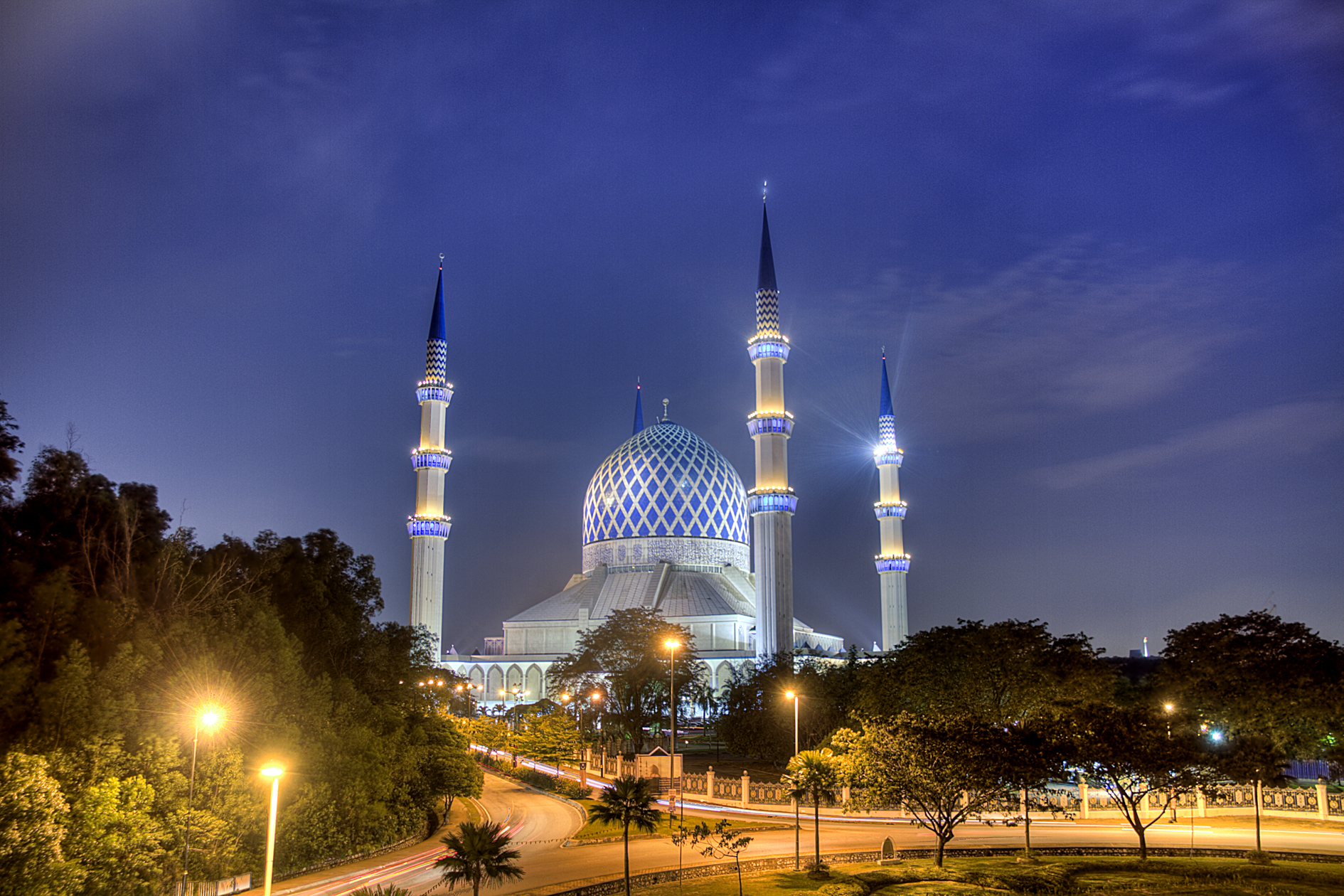
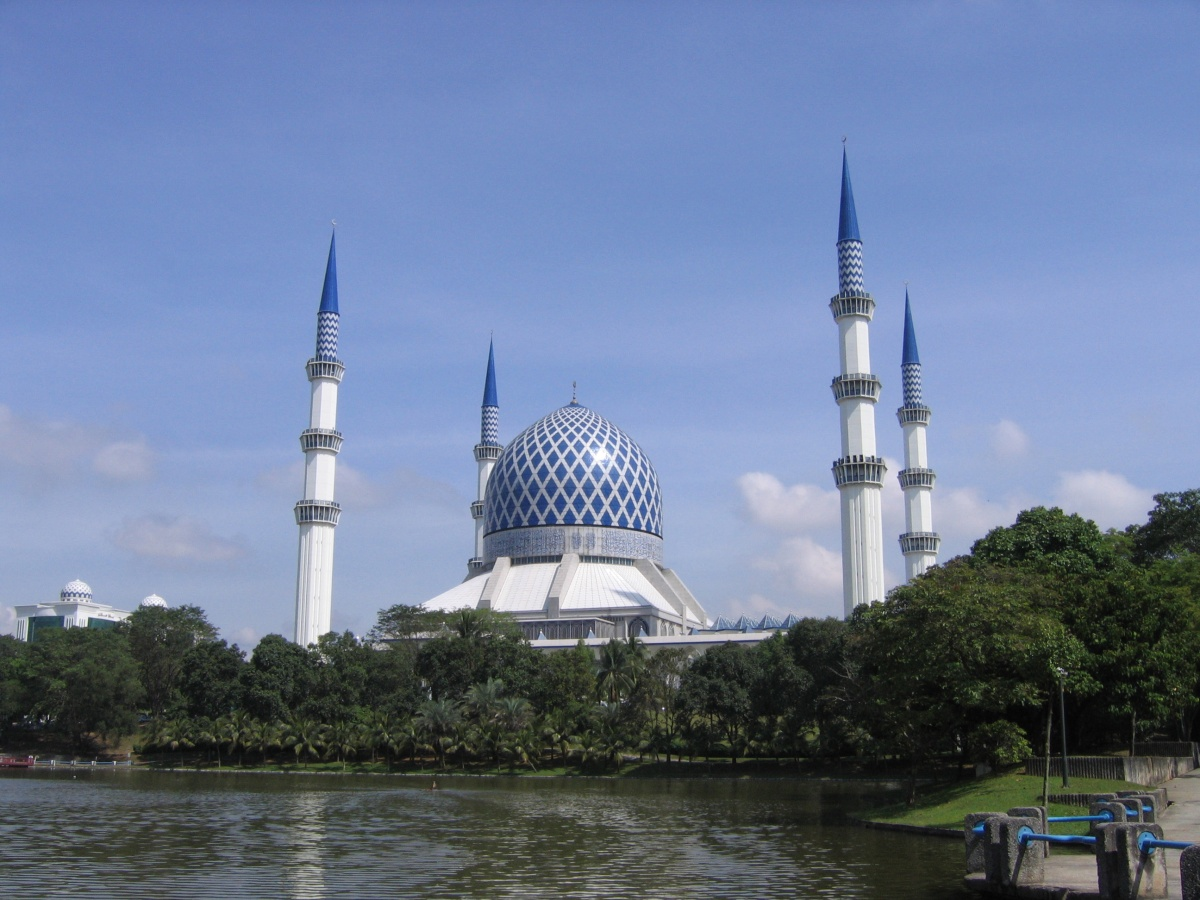
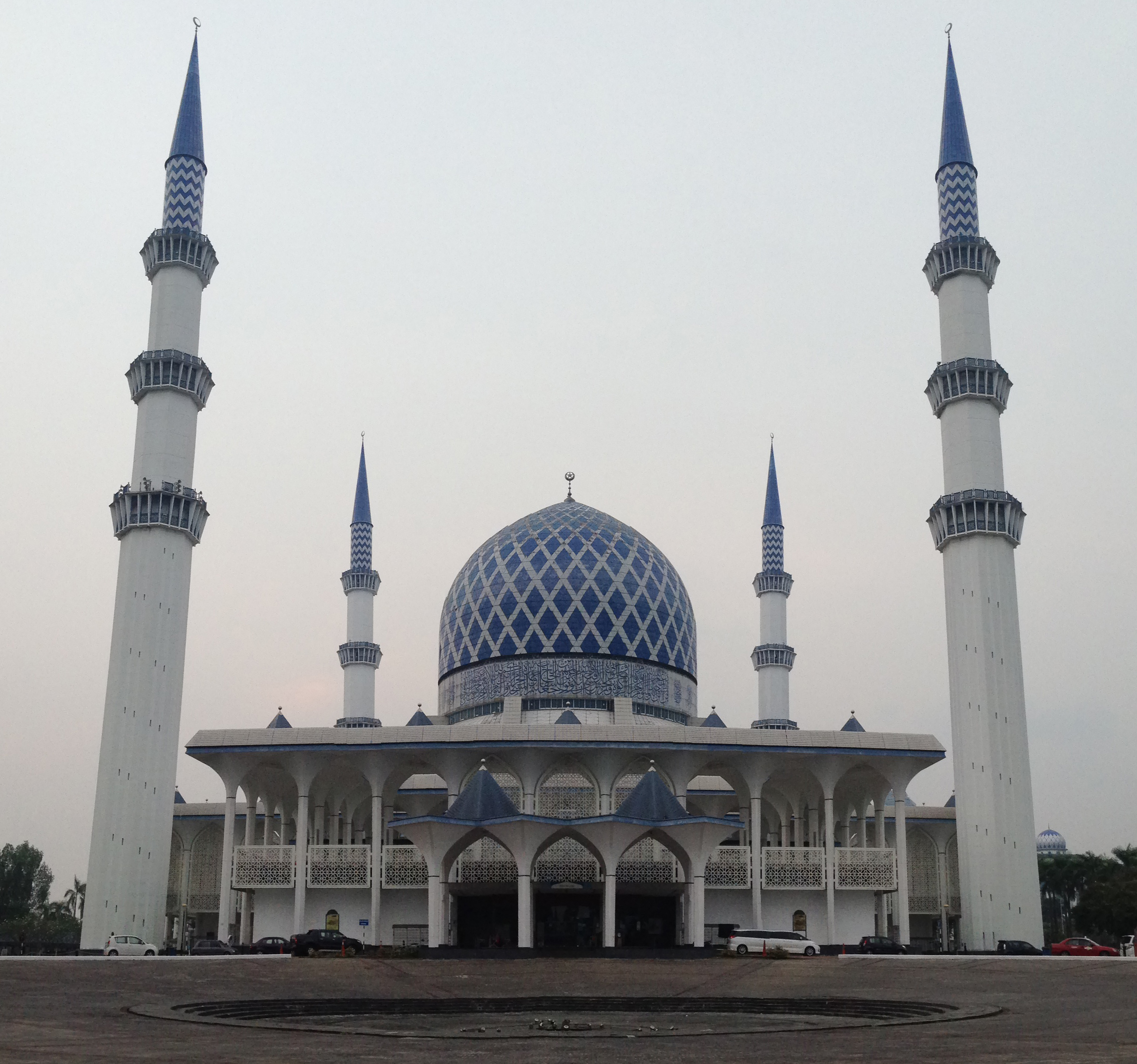
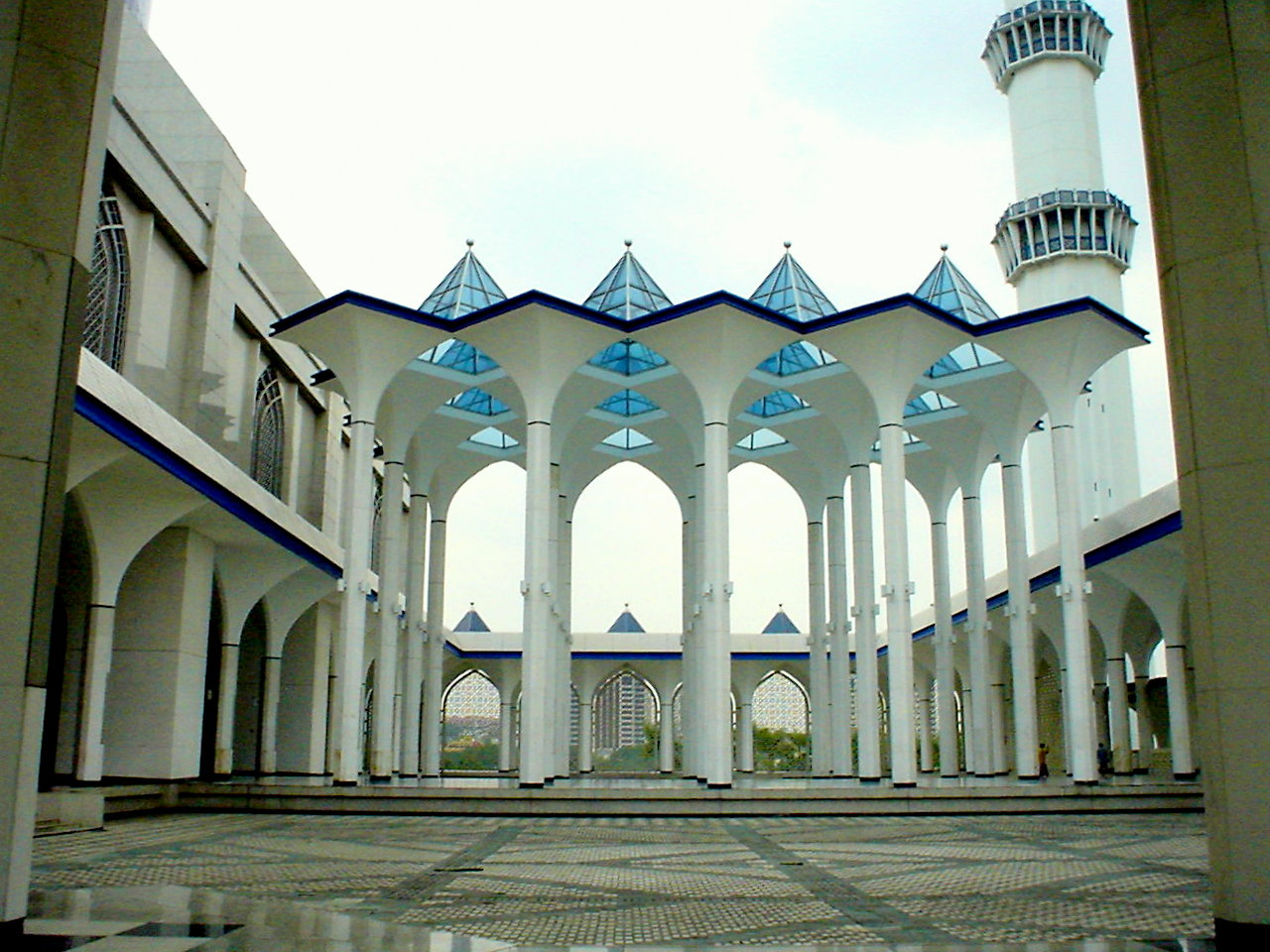
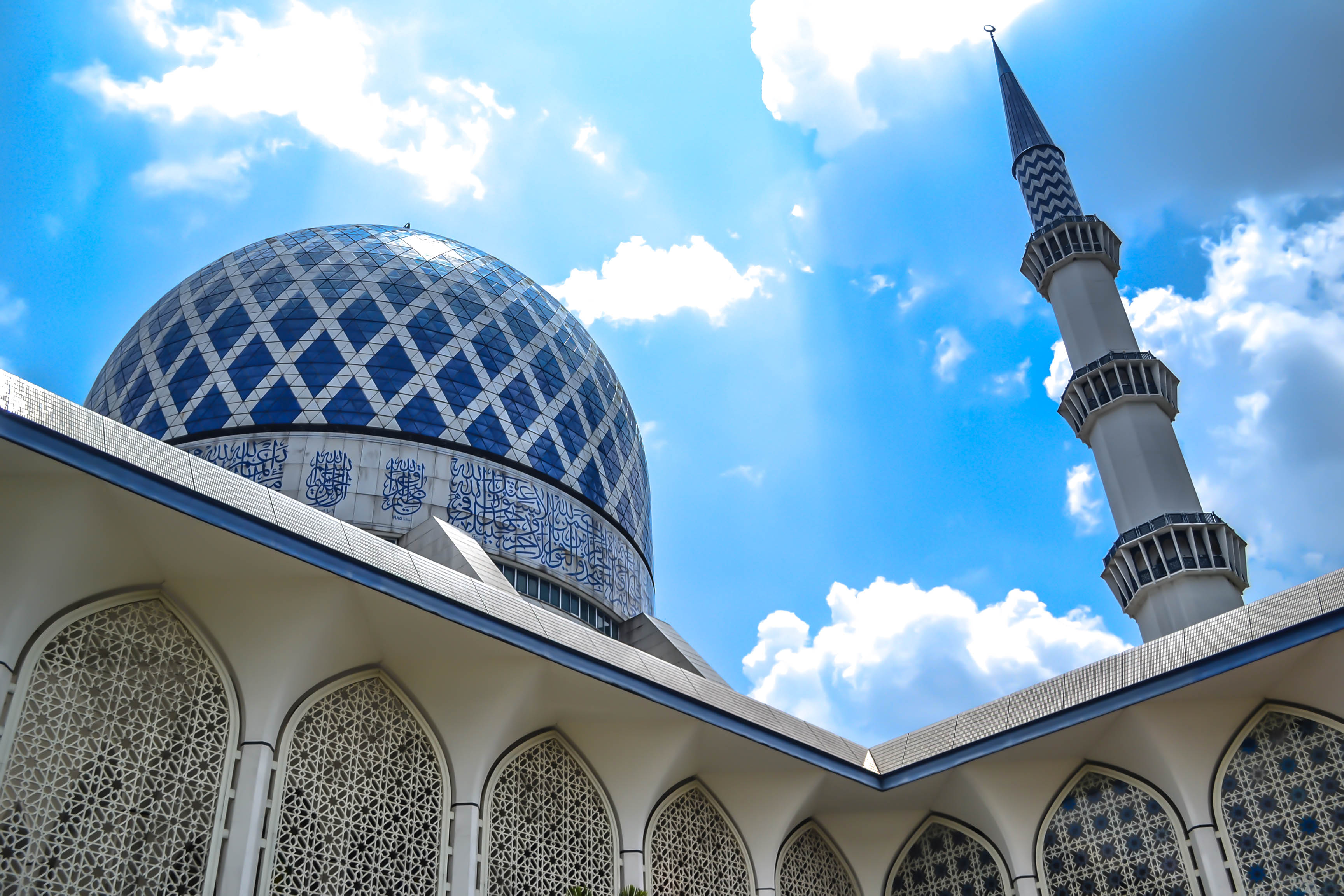